# Cirolana (Anopsilana) oaxaca
Cirolana (Anopsilana) oaxaca is een pissebed uit de familie Cirolanidae. De wetenschappelijke naam van de soort is voor het eerst geldig gepubliceerd in 1984 door Carvacho & Haasmann.